# Пйотр Ерке
Пйотр Ерке (ерз. Пётр Эрьке; рос. Пётр Семёнович Кириллов; * 21 липня 1910, Малий Толкай, Самарська область, Ерзянь Мастор — † 24 листопада 1955, Москва, похований у Саран Ош, Республіка Мордовія) — ерзянський поет, драматург, перекладач, фольклорист. Професійний кінематографіст та кінорежисер. Автор історичної драми «Літова». Учасник Другої світової війни у складі сталінської армії. Перекладав твори українських поетів. Національність — ерзя.

## Біографія
Народився в ерзянській родині Семена Кіріллова. Навчався в Мордовському педагогічному технікумі м. Похвістнево (1928, Самарська область, РРФСР). Переїжджає до Москви, де навчається у Редакційно-видавничому інституті (1933).

## Літературна творчість
Перші твори написав 1929.
Автор драматичного твору «Кузьма Алексеев» (1935). Після Другої Світової війни випустив поетичний щоденник «Войнань киява» («Шляхами війни», 1945).
1986—1988 — посмертно видано вибрані твори у 3 томах.

## Кінематографія
1937 — закінчує Всесоюзний інститут кінематографії. Але перші самостійні стрічки знімає вже після Другої світової війни. Перші з них — «Мордовской республике — 20 лет» та «Учительница Лавровская».